# Andrew Marak
Andrew Raksam Marak (ur. 5 lutego 1950 w Chimagre) – indyjski duchowny rzymskokatolicki, od 2007 biskup Tura.

## Życiorys
Święcenia kapłańskie przyjął 10 lutego 1982 i został inkardynowany do diecezji Tura. Był m.in. obrońcą węzła i promotorem sprawiedliwości w kościelnym trybunale, a także koordynatorem formacji katechetów w diecezji.
3 czerwca 2004 został mianowany biskupem koadiutorem diecezji Tura, zaś cztery miesiące później przyjął sakrę biskupią z rąk abp. Pedro López Quintany. 21 kwietnia 2007 objął pełnię rządów w diecezji.